# José Eustáquio Ferreira Jacobina
José Eustáquio Ferreira Jacobina (? — ?) foi um político brasileiro.
Foi presidente da província de Alagoas, nomeado por carta imperial de 12 de junho de 1880, de 6 de agosto de 1880 a 26 de fevereiro de 1882.